# Dead New World
 (octobre 2017).
Si vous disposez d'ouvrages ou d'articles de référence ou si vous connaissez des sites web de qualité traitant du thème abordé ici, merci de compléter l'article en donnant les références utiles à sa vérifiabilité et en les liant à la section « Notes et références ».
Albums de Ill Niño
Enigma
(2008) Epidemia
(2012)
Singles
1. Against the Wall
Sortie : 12 octobre 2010
2. Bleed Like You
Sortie : 11 février 2011

Dead New World est un album du groupe de nu et latin metal américain Ill Niño, sorti en 2010.

## Présentation
Après une année d'inactivité, le groupe décide de s'auto-produire par le biais de la maison de production Soundwars Studios fondée par Chistian Machado et Laz Pina[réf. nécessaire]. Il signe alors un contrat pour la distribution de leurs albums avec Victory Records pour les États-Unis et avec AFM Records pour l'Europe[réf. nécessaire].
Quelques semaines plus tard, le 2 juin 2010, le groupe diffuse une première demo sur internet, Scarred (My Prison). Ce single annonce la sortie de Dead New World, le cinquième album studio.
L'album est coproduit par Clint Lowery (guitariste pour Sevendust) et Sahaj Ticotin, et mixé par Eddie Wohl (36 Crazyfists, Anthrax, Smile Empty Soul). L'illustration de l'album est créée par Tim Butler de XIII Designs (Disturbed, Slipknot, Metallica, Slayer, Michael Jackson).
Le premier single officiel, Against the Wall, est disponible dès le 12 octobre au téléchargement, l'album ne sortant que 2 semaines plus pard. Il est diffusé en radio à partie du 19 et une vidéo est, également produite. Celle-ci est diffusée le 23 novembre.
Le second single et le clip associé, Bleed Like You a sa première mondiale le 11 février 2011, lors du 66e épisode de VicTorV (Victory Records TV), animé par les membres d'Ill Niño eux-mêmes.
L'album s'est vendu à environ 3 000 exemplaires dans sa première semaine d'édition[réf. nécessaire] et a débuté en 164e place du classement américain Billboard 200.

## Liste des titres
| 1.    | God Is for the Dead                                            | 2:54 |
| 2.    | The Art of War                                                 | 4:09 |
| 3.    | Against the Wall                                               | 3:27 |
| 4.    | Mi Revolución                                                  | 3:50 |
| 5.    | Bleed Like You                                                 | 3:15 |
| 6.    | Serve the Grave                                                | 3:20 |
| 7.    | If You Were Me                                                 | 3:42 |
| 8.    | Ritual                                                         | 4:34 |
| 9.    | Killing You, Killing Me                                        | 3:52 |
| 10.   | How Could I Believe                                            | 4:11 |
| 11.   | Bullet with Butterfly Wings (reprise de The Smashing Pumpkins) | 4:28 |
| 12.   | Scarred                                                        | 3:44 |
| 45:27 |                                                                |      |

## Membres du groupe
- Cristian Machado : chant
- Laz Pina : basse
- Ahrue Luster : guitare solo
- Diego Verduzco : guitare rythmique
- Dave Chavarri : batterie
- Danny Couto : percussions